# Eftychia (Film)
Eftychia (griechisch Evtychia, englisch My name is Eftychia) ist ein griechischer Spielfilm aus dem Jahr 2019, der das Leben der griechischen Liedtexterin Eftychia Papagiannopoulou darstellt und 2023 von der Filmplattform Netflix gekauft wurde.

## Inhalt
Der Film beginnt mit einer Ende der 60er Jahre stattfindenden Feier zu Ehren der bekannten Liedtexterin Eftychia Papagiannopoulou. Ihre Lebensgeschichte wird durch vielfache Rückblenden dargestellt, die Szenen aus ihrem Leben zeigen und immer wieder in Zusammenhang mit bestimmten während der Feier vorgetragenen Liedern stehen.
Beginnend mit der Flucht aus der brennenden Stadt Smirni während der Kleinasiatischen Katastrophe zeigt der Film anfangs Eftychia mit ihren zwei kleinen Töchtern und ihrer Mutter auf der Flucht nach Athen, wo ihr sehr viel älterer, wohlhabender Ehemann sie erwartet. Schon als Flüchtling auf der Bootsfahrt notiert sie auf einem kleinen Papierstück Wörter – die für sie charakteristische Weise, ihre Texte zu schreiben. In Athen beschließt sie, ihre eigenen Wege zu gehen und nicht mehr das Leben einer Ehefrau der bürgerlichen Mittelschicht zu führen. Sie bildet sich fort, tritt im Theater auf, schreibt Gedichte, raucht und lässt sich nach einer Trennungsphase scheiden. Ihre Kinder wachsen bei ihr und ihrer Mutter auf. Die Einwilligung ihres Mannes zur Scheidung erhält sie erst, nachdem sie ihn an sein Versprechen erinnert hat, sie glücklich machen zu wollen, was ihm nicht gelungen sein.
Sie heiratet in zweiter Ehe ihre große Liebe, Giorgos Papagiannopoulos. Dieser unterstützt sie in ihrer ungewöhnlichen Lebensart und teilt ihr Interesse an Literatur. Im Haushalt der Familie lebt auch Lukas, ein homosexueller Mann, der viele Hausarbeiten übernimmt und als Familienmitglied gilt. Tragische Momente in Eftychias Leben werden immer wieder mit ihren zu der Zeit geschriebenen Liedern verwoben. Sie verliert nacheinander ihre Mutter, ihren Ehemann und ihre ältere Tochter. Obwohl Eftychia für viele angesehene, bekannte Komponisten griechischer Volksmusik Texte verfasst, wie zum Beispiel für Vasilis Tsitanis, Manolis Chiotis oder Manos Chatzidakis, verschenkt sie auch häufig ihre Texte, um das Geld für ihr tägliches Leben zu verdienen, und legt wenig Wert auf ihr Urheberrecht. Sie verspielt das meiste am Kartentisch. Ihre Spielsucht geht sogar so weit, dass sie die Polizeiuniform ihres Mannes verpfändet.
Der Film endet mit der Überreichung eines Preises an Eftychia, in Anwesenheit ihrer noch verbliebenen Familie sowie vieler damals bekannter Musiker. In der letzten Szene verlässt sie die Feier, setzt sich auf eine Bank am Meer, wo ihr verstorbener Mann, ihre Tochter und Mutter schon auf sie warten.

## Hintergrund
Das Drehbuch, geschrieben von Katerina Bey, basiert auf der von Eftychias Enkelin, Rea Maneli, verfassten Biografie der Liedtexterin (Η γιαγιά μου η Ευτυχία (Meine Großmutter Eftychia)). Im Film wird deutlich, dass sie eine ungewöhnliche, kreative Frau war, die „sämtliche Tabus ihrer Zeit brach“ und „selbst dramatische persönliche Schicksalsschläge in bis heute zeitlose Lieder“ verwandelte.

## Rezeption
Lobend hervorgehoben wurden von der Kritik die Darstellung der Eftychia von Karyofyllia Karabeti und Katia Goulioni. Betont wurde außerdem, dass durch den Film das Werk der Liedtexterin in Erinnerung gerufen wird. Der Film wurde als „One of the best Greek films of recent years“ (einer der besten griechischen Filme der letzten Jahre) bezeichnet.
In Griechenland wurde der Film zu einem großen Kinoerfolg. In den 36 Wochen nach der Premiere hatte er 667.217 verkaufte Tickets, was den Zeitraum einschließt, in dem die Kinos ein paar Monate wegen der Maßnahmen gegen die COVID-19-Pandemie geschlossen waren. Im August 2023 kaufte die Filmplattform Netflix diesen Film.

## Auszeichnungen
Im Jahr 2020 gewann der Film acht Preise der Griechischen Filmakademie (βραβεία Ίρις της Ελληνικής Ακαδημίας Κινηματογράφου): Bester Film des Jahres 2019, bester männlicher Hauptdarsteller (Pigmalion Dadaskaridis), beste weibliche Nebendarstellerin (Katia Goulioni), beste männliche Nebenrolle (Thanos Tokakis), bestes Maskenbild (Dimitra Giatrakou), bester Ton (Nikos Bougioukos, Kostas Varybobiotis, Aris Louziotis), bestes Kostümbild (Ioulia Stavridou), bestes Bühnenbild (Michalis Samiotis, Giannis Papadopoulos). Außerdem erhielten Katia Goulioni für ihre Rolle als Eftychia und Angelos Frantzis als Regisseur des Films beim Los Angeles Greek Festival 2020 den Orpheus Award.